# Горбово (деревня, Рузский городской округ)
Горбово — деревня в Рузском районе Московской области, входящая в состав сельского поселения Старорузское. Население — 35 жителей на 2006 год. До 2006 года Горбово входило в состав Старорузского сельского округа. В деревне действует Казанская церковь 1802 года постройки.
Деревня расположена в центральной части района, на правом берегу реки Руза, в 4,5 км к юго-востоку от Рузы, высота центра деревни над уровнем моря 196 м. Ближайшие населённые пункты — восточнее, через безымянный ручей, посёлок Горбово, к северу, на противоположном берегу реки — Городилово.